# Соникс
Соникс (на английски: The Sonics) е американска рок група от Такома, щата Вашингтон. Създадена през 1960 година, тя изпълнява главно гаражен рок и собствени интерпретации на класически рокендрол. Макар че остава популярна главно в Северозападните щати, групата оказва значително влияние върху по-късното развитие на американската пънк и гръндж музика.